# Мартинів
Марти́нів — пасажирський залізничний зупинний пункт Івано-Франківської дирекції Львівської залізниці.
Розташований у селі Новий Мартинів, Галицький район, Івано-Франківської області на лінії Ходорів — Хриплин між станціями Бурштин (4 км) та Букачівці (9 км).
Станом на лютий 2019 року щодня чотири пари дизель-потягів прямують за напрямком Ходорів — Івано-Франківськ.